# Poussières d'amour (film, 1996)
Pour plus de détails, voir Fiche technique et Distribution.
Poussières d'amour (Abfallprodukte der Liebe) est un film franco-britannico-allemand réalisé par Werner Schroeter, sorti en 1996.

## Fiche technique
- Titre original : Abfallprodukte der Liebe
- Titre français : Poussières d'amour
- Réalisation : Werner Schroeter
- Scénario : Werner Schroeter et Claire Alby
- Photographie : Elfi Mikesch
- Son: Vasco Pimentel
- Montage : Juliane Lorenz
- Pays d'origine :  Allemagne -  France -  Royaume-Uni
- Genre : documentaire, musical
- Date de sortie : 1996

## Distribution
- Anita Cerquetti : Soprano
- Martha Mödl : Soprano dramatique
- Rita Gorr : Mezzo-Soprano
- Kristine Ciesinski : Soprano
- Katherine Ciesinski : Mezzo-Soprano
- Gail Gilmore: Soprano
- Jenny Drivala: Soprano
- Trudeliese Schmidt: Soprano
- Laurence Dale : Tenor
- Amir Hosseinpour: Danseur
- Elizabeth Cooper: Pianiste
- Isabelle Huppert : Interviewer
- Carole Bouquet : Interviewer